# Ембден (Мен)
Ембден (англ. Embden) — місто (англ. town) в США, в окрузі Сомерсет штату Мен. Населення — 902 особи (2020).

## Демографія
Згідно з переписом 2010 року, у місті мешкало 939 осіб у 407 домогосподарствах у складі 286 родин. Було 950 помешкань
Расовий склад населення:
| - 97,6 % — білих - 0,4 % — корінних американців - 0,4 % — чорних або афроамериканців - 0,2 % — азіатів |

До двох чи більше рас належало 0,7 %. Частка іспаномовних становила 1,2 % від усіх жителів.
За віковим діапазоном населення розподілялося таким чином: 17,9 % — особи молодші 18 років, 61,7 % — особи у віці 18—64 років, 20,4 % — особи у віці 65 років та старші. Медіана віку мешканця становила 49,7 року. На 100 осіб жіночої статі у місті припадало 109,6 чоловіків;  на 100 жінок у віці від 18 років та старших — 102,4 чоловіків також старших 18 років.
Середній дохід на одне домашнє господарство  становив 71 049 доларів США (медіана — 51 250), а середній дохід на одну сім'ю — 88 498 доларів (медіана — 65 000). Медіана доходів становила 41 420 доларів для чоловіків та 36 438 доларів для жінок. За межею бідності перебувало 13,3 % осіб, у тому числі 20,2 % дітей у віці до 18 років та 9,1 % осіб у віці 65 років та старших.
Цивільне працевлаштоване населення становило 447 осіб. Основні галузі зайнятості: освіта, охорона здоров'я та соціальна допомога — 24,6 %, будівництво — 12,3 %, транспорт — 11,2 %, виробництво — 11,0 %.